# Чорливуд (станция)
«Чо́рливуд» (англ. Chorleywood) — железнодорожная станция и станция лондонского метро на линии Метрополитен. Станция относится к 7-й тарифной зоне. Находится в городке Чорливуд графства Хартфордшир. в 20 милях от Лондона.

## История
Станция открылась в 1889 году. Сначала она обслуживалась паровозными поездами на линии Эйлсбери — Лондон, в 1961 году была завершена электрификация линии и паровые поезда были убраны. Поезда линии Чилтерн, к которой относится и станция Чорливуд, обслуживаются моделями British Rail Class 165. Поездка с этой станции до центра Лондона занимает от 35 до 50 минут. На станции 2 платформы.